# Ceftazidime
La ceftazidime est un antibiotique bactéricide de synthèse de la classe des céphalosporines de troisième génération, appartenant à la famille des bêta-lactamines. Son large spectre lui confère une activité sur des bactéries à gram positif et à gram négatif. Son activité sur Pseudomonas aeruginosa est sa propriété la plus remarquable et conditionne ses principales indications. Elle est commercialisée sous le nom de Fortum.
Elle fait partie de la liste des médicaments essentiels de l'Organisation mondiale de la santé (liste mise à jour en avril 2013).